# Альдыбаев, Уразгали Альдыбаевич
Уразгали Альдыбаевич Альдыбаев — советский хозяйственный, государственный и политический деятель, Герой Социалистического Труда.

## Биография
Родился в 1920 году на территории современной Актюбинской области в казахской семье. Член ВКП(б).
Участник Великой Отечественной войны. С 1945 года — на хозяйственной, общественной и политической работе. В 1945—1986 гг. — учитель, на партийной и советской работе в Мактааральском районе, многолетний председатель хлопководческого колхоза «Алгабас» Пахтааральского района Чимкентской области.
Указом Президиума Верховного Совета СССР от 13 декабря 1972 года присвоено звание Героя Социалистического Труда с вручением ордена Ленина и золотой медали «Серп и Молот».
Умер после 1986 года.